# Alain Cyr
Alain Cyr (21 de septiembre de 1955) es un deportista canadiense que compitió en judo. Ganó tres medallas en el Campeonato Panamericano de Judo entre los años 1978 y 1982.

## Palmarés internacional
| Campeonato Panamericano | Campeonato Panamericano       | Campeonato Panamericano | Campeonato Panamericano |
| Año                     | Lugar                         | Medalla                 | Categoría               |
| ----------------------- | ----------------------------- | ----------------------- | ----------------------- |
| 1978                    | Buenos Aires (Argentina)      | Medalla de bronce       | –71 kg                  |
| 1980                    | Isla de Margarita (Venezuela) | Medalla de plata        | –71 kg                  |
| 1982                    | Santiago de Chile (Chile)     | Medalla de plata        | –71 kg                  |